# Tôn Ân
Tôn Ân (chữ Hán: 孫恩, ? – 402), tự Linh Tú , nguyên quán Lang Gia (hay Lang Tà) , đạo sĩ Thiên Sư đạo, thủ lĩnh quân khởi nghĩa chống lại chính quyền nhà Đông Tấn.

## Xuất thân
Tôn Ân xuất thân là sĩ tộc cấp thấp đã chạy nạn đến miền nam vì loạn Vĩnh Gia, cả nhà nhiều đời phụng sự Thiên Sư đạo. Chú là Tôn Thái phụng sự người Tiền Đường là Đỗ Tử Cung rất kính cẩn, được truyền bí thuật.
Năm Long An thứ 2 (398), Tôn Thái mượn danh thảo phạt Vương Cung, tụ tập mấy ngàn giáo đồ, muốn khởi binh phản Tấn. Việc chưa xong thì bị Hội Kê nội sử Tạ Du cáo giác, Tư Mã Đạo Tử dụ Thái đến giết đi, cả sáu con trai đều bị hại, Tôn Ân trốn ra hải đảo Ông Châu . Giáo đồ đều tin là Thái đã thoát xác lên tiên, bèn ra hải đảo tiếp tục phụng sự Tôn Ân. Ông tụ tập được vài trăm người chờ cơ hội báo thù.

## Sự nghiệp và kết cục
Năm sau, Tư Mã Nguyên Hiển thi hành chính sách bạo ngược, khiến cho mọi tầng lớp sĩ tộc – bình dân ở Chiết Đông đều bất bình. Tôn Ân nhân lúc lòng người xao động, đưa giáo chúng trở về đất liền, khởi binh phản Tấn. Trong một thời gian ngắn, nghĩa quân đã phát triển lên đến mấy chục vạn người.
Triều đình Đông Tấn phái trọng binh đi đánh dẹp, Tôn Ân trước sau phải 4 lần chạy ngược ra hải đảo. Tháng 3 năm Nguyên Hưng đầu tiên (402), Tôn Ân tấn công Lâm Hải thất bại, nhìn lại mấy chục vạn nam nữ năm xưa đi theo mình, nay chỉ còn vài ngàn, thì nản lòng, đâm đầu xuống biển tự sát. Giáo đồ và kỹ thiếp nhảy theo đến hàng trăm người. Tín đồ Ngũ Đấu Mễ đạo đều tin rằng ông đã trở thành "thủy tiên", tàn dư nghĩa quân đề cử em rể của ông là Lư Tuần lên làm thủ lĩnh, tiếp tục đấu tranh.